# Jerry Sloan
Gerald Eugene Sloan (28 de març de 1942 – 22 de maig de 2020) fou un jugador professional de bàsquet i posteriorment entrenador estatunidenc. Va jugar 11 temporades a la NBA abans de la seva exitosa carrera d'entrenador que durà 30 anys, 23 dels quals com a primer entrenador dels Utah Jazz (1988–2011).
El conegut comissionat de la NBA David Stern es va referir a Sloan com "un dels entrenadors més grans i respectats de la història NBA". Sloan va ser nomenat a membre del Naismith Memorial Basketball Hall of Fame l'any 2009.
No tot eren elogis a la carrera d'entrenador de Sloan. Fruit de l'estil de joc rocós i dur en defensa, juntament amb les protestes i provocacions verbals (trash talk) de l'entrenador i certs membres de la plantilla, Sloan es va guanyar malnoms com "Cicuta Mix" o "Tacañon" per part del conegut narrador Andrés Montes.
El maig de 2020 Jerry Sloan moria a Salt Lake City, als 78 anys, fruit de les progressives complacions associades a les seves malaltia de Parkinson i demència Lewy.
Els Jazz van retre homenatge al seu llegendari entrenador a final de la temporada en curs, amb una inscripció a la samarreta amb "1223", el nombre de victòries aconseguides a la franquícia de Utah. La següent temporada, 20-21, també lluïren el distintiu.